# Нюстадская улица

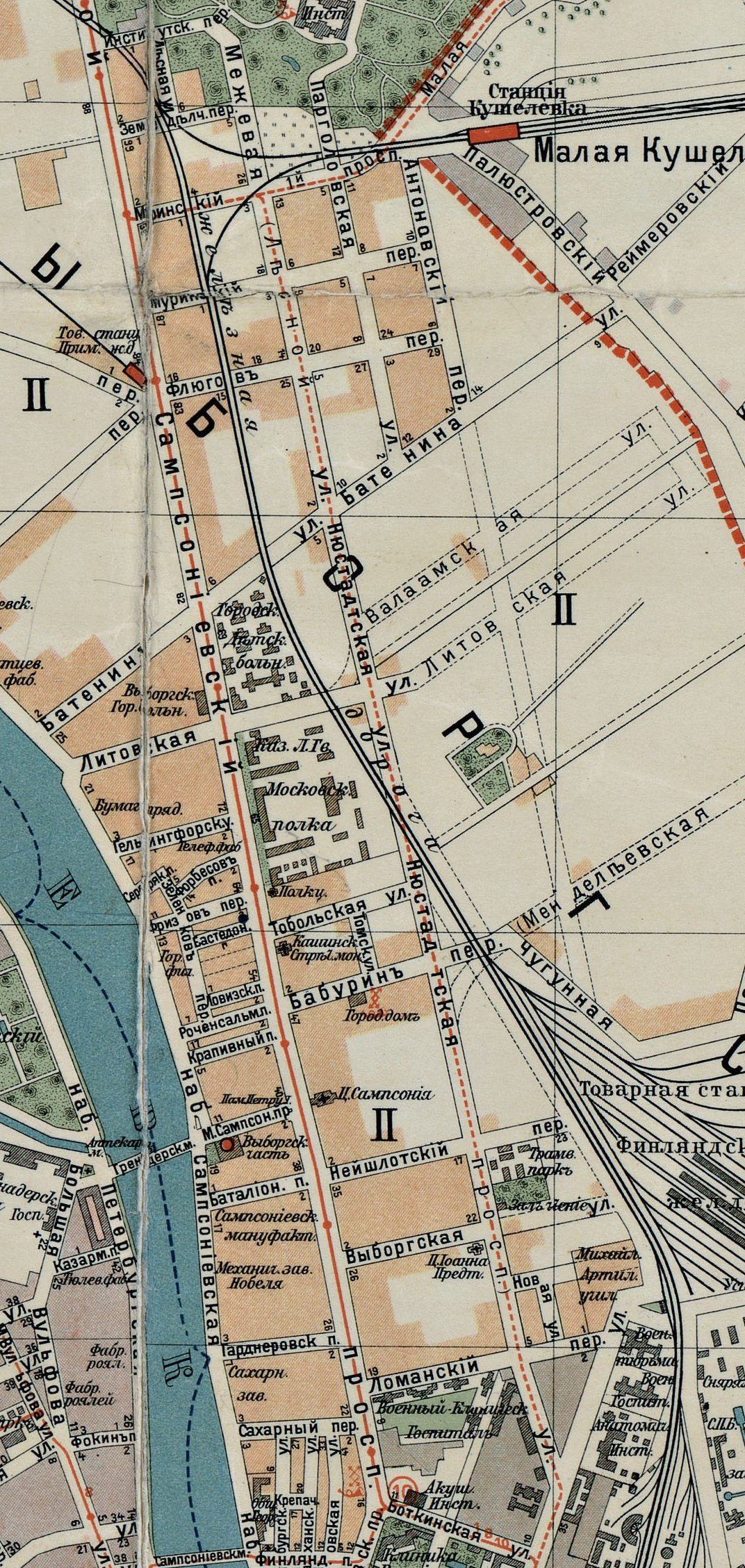
Трасса Нюстадской улицы на плане Петербурга 1914 г.

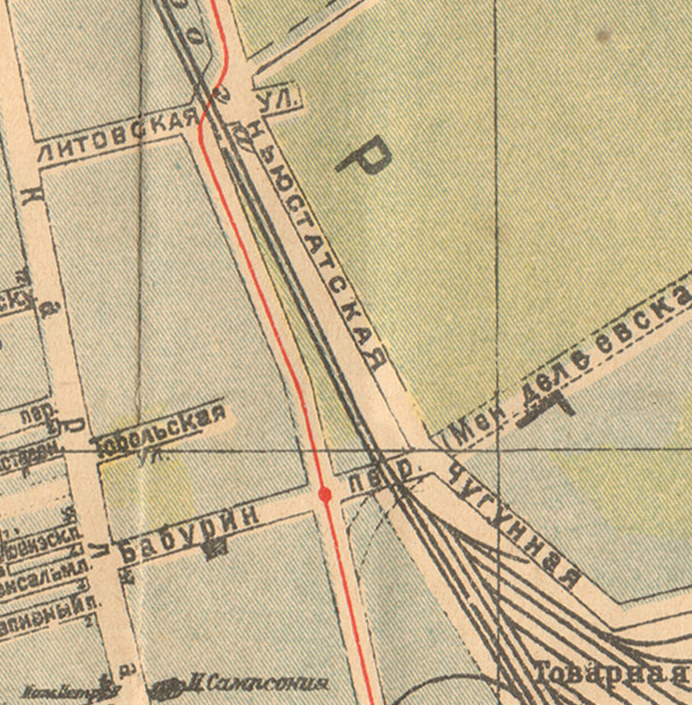
Отрезок Нюстадской улицы к востоку от полотна железной дороги (план Ленинграда 1927 г.). Название улицы указано как «Ньюстстатская».

Нюстадская улица (имеется ряд искажённых вариантов названия) — название южной части пути, соединяющего Выборгскую сторону и Лесной участок в Петербурге. Была названа по населённому пункту Нюстад, который на момент создания улицы (1887 год) являлся городом Або-Бьёрнеборгской губернии Великого княжества Финляндского Российской империи. После 1913 года основная часть Нюстадской улицы была поглощена Лесным проспектом, а её отрезок, возникший в 1914–1920 гг. при реорганизации пересечения с Финляндской железной дорогой, в 1950-е годы был присоединён к Чугунной улице.

## История
Нюстадская улица была проложена 16 апреля 1887 года параллельно Большому Сампсониевскому проспекту, примерно посередине между этой старейшей градообразующей магистралью района и линией Финляндской железной дороги, открытой в 1870 году. Отходя влево, примерно под углом 30°, от Нижегородской улицы, Нюстадская улица пересекала Ломанский переулок и Выборгскую улицу, после чего вплоть до начала 1900-х годов упиралась в Нейшлотский переулок.
В дальнейшем Нюстадская улица была пробита на север: в 1905 году до Бабурина переулка (ныне — улица Смолячкова, в 1908 году — до Литовской улицы, и к 1913 году до Батениной улицы, где она сомкнулась с Межевой улицей, созданной 5 марта 1871 года. Как сообщают топонимические справочники, в 1913 году было принято решение объединить обе улицы в Лесной проспект.
На практике реализация этого решения затянулась, и поэтому вплоть до 1917 года карты Петрограда продолжают надписывать раздельно Межевую и Нюстадскую, указывая в скобках название Лесного проспекта. Возможно, осложнение было связано с принадлежностью разных частей проспекта разным по статусу районам города: Выборгской стороне и так называемому Лесному участку.
Отдельная проблема создания единой магистрали - дублёра Сампсониевского проспекта возникла в месте пересечения Нюстадской улицы с Финляндской железной дорогой. Из-за недостаточно продуманной планировки землеотводов для сооружения пути от Финляндского вокзала его пересечение с городскими улицами оказалось не под прямым, а под острым углом. Увеличение длины путепровода ради сохранения прямизны улицы было экономически неоправдано. Вместо этого в районе Литовской улицы была проведена радикальная перепланировка всех пересечений, подготовка к которой видна уже на карте 1917 года[какой?]:
- при следовании из центра на север трасса Нюстадской улицы была проложена левее, через часть территории казарм лейб-гвардии Московского полка, так что перекрёсток с Литовской улицей оказался не к востоку, как в 1913 году, а к западу от линии железной дороги.
- на встречном направлении, при следовании от Лесного на юг, трасса Нюстадской улицы была продолжена вдоль железной дороги, с восточной стороны от неё вплоть до пересечения с улицей Менделеева на уровне Бабурина переулка. Перекрёсток Нюстадской улицы с ним после этого переместился к западу от железной дороги, а само это продолжение Нюстадской улицы вышло в створ Чугунной улицы.

Таким образом в 1920-е годы участок Нюстадской улицы к востоку от железной дороги, отчасти продолженный, получил своё самостоятельное бытие уже после того, как основная часть этой магистрали получила нумерацию по вновь созданному Лесному проспекту. Сам Лесной проспект получил при этом излом в районе путепровода и пересечения с Литовской улицей.

## Варианты названия

### «Нюстадская» — исходная форма
При определении имени новой улицы градостроители следовали утвердившемуся в столице принципу именовать группы соседних улиц по какому-нибудь одному признаку. В данном секторе Выборгской стороны признак именования улиц — по городам Великого княжества Финляндского — был уже задан Нейшлотским переулком (по городу Нейшлот, швед. Nyslott, получил имя 14 июля 1859 года) и Выборгской улицей (получила название 25 июня 1882 года).
Непосредственным эпонимом новой улицы стал Нюстад — город Або-Бьёрнеборгской губернии. Поскольку слово это шведское, а не немецкое, буквы «т» на его конце нет, как и в других шведских названиях того же ряда — ср. Кристианстад. В этом написании название улицы зафиксировано, например, на карте Петербурга 1901 года. Тем не менее, с начала XX века название улицы стало постепенно искажаться.

### «Нюстадтская»
Нюстадтская — онемечивание названия, состоящее в добавлении буквы «т», по аналогии с немецкими по происхождению топонимами ряда Кронштадт, Мариенштадт и пр. Оно может происходить под влиянием исторического термина Ништадтский мир, где в именовании соответствующего договора 1721 года историки традиционно следуют канонам написания петровской эпохи. Однако улица получила своё название не по данному историческому событию, а в честь города, который на момент образования улицы относился к Российской империи. Этот тип ошибочного наименования может встречаться на картах, в городских справочниках и периодике.

### «Нюстатская»
Нюстатская — вариант отмечается на картах-приложениях к справочнику «Весь Петербург» за 1903, 1908 и ряд других лет.

### «Ньюстатская»
Ньюстатская — неоправданная этимологически «англофикация», заключающаяся в замене шведского «ню» на английский эквивалент «нью» из ряда Ньюпорт, Нью-Йорк и пр. — при сохранении уже искажённого шведского корня во второй части топонима. Этот вариант встречается, начиная с 1920-х годов, на картах-приложениях к справочникам «Весь Ленинград» за 1927 и ряд других лет.

### «Ньюштадтская»
Ньюштадтская — аналогичная англофикация первой части, с использованием немецкого корня «штадт» во второй составляющей топонима. Встречается в  «Альбоме планов недвижимых имуществ, принадлежащих С.-Петербургскому городскому общественному управлению» 1903 г., на карте-приложении к справочнику «Весь Ленинград» за 1933, 1939 и ряд других лет.

## Административная принадлежность
Известную сложность в работе с материалами, относящимися к Нюстадской улице в Петербурге, представляет тот факт, что в основном списке улиц, приводимом справочниками «Весь Петербург» за соответствующие годы, этой улицы нет. Найти её можно только в отдельных списках, которые этот справочник даёт для так называемых участков — окраинных районов, не включённых в состав Петербурга наравне с его центральными частями. Найти Нюстадскую улицу можно только в списках улиц Лесного участка.